# Шарль Ангулемский
Шарль де Валуа́ (фр. Charles de Valois; 28 апреля 1573 — 24 сентября 1650) — граф Овернский (1589—1650), герцог Ангулемский (1619—1650), граф де Понтье (1619—1650), пэр Франции. Внебрачный сын короля Франции Карла IX Валуа и его любовницы Мари Туше. В 1619 году получил от французского короля Людовика XIII титул герцога Ангулемского. Его отец, умирая на следующий год после рождения сына, препоручил заботу о нём своему младшему брату и наследнику престола Генриху III. Тот с честью выполнил просьбу старшего брата. Его мать вышла замуж за Франсуа де Бальзака, маркиза д’Антрага, и одна из их дочерей, Екатерина Генриетта, маркиза де Вернёй, была любовницей Генриха IV.

## Биография
Шарль де Валуа был хорошо образован и предназначался в рыцари Мальтийского ордена. В возрасте шестнадцати лет он достиг высших ступеней ордена, став Великим Приором Франции. Вскорости после этого он унаследовал большие владения, оставленные ему в наследство его бабкой Екатериной Медичи, одно из которых принесло ему титул графа Овернского. В 1591 году он получил освобождение от обетов Мальтийского ордена и сочетался браком с Шарлоттой, дочерью Генриха I де Монморанси, в браке с которой у него родился сын Луи-Эммануэль де Валуа, граф д’Алэ.
В 1589 году Генрих III был убит, но умирая он вручил Шарля доброй воле своего наследника Генриха IV. Новый король произвел Шарля в полковники кавалерии, и в этом звании тот служил в кампаниях раннего периода правления Генриха IV. Однако связь между королём и мадам де Вернёй была сильно не по сердцу Шарлю, и в 1601 году он примкнул к заговору, организованному герцогом Савойским, герцогом Бироном и герцогом Буйонским, одной из целей которого было заставить Генриха отречься от жены и сочетаться браком с маркизой де Вернёй. Заговор был раскрыт; Бирон и Тюренн были арестованы, Бирон затем был казнен. Шарль был отпущен после нескольких месяцев заключения, в основном благодаря влиянию своей единоутробной сестры, своей тети, герцогини Ангулемской и своего тестя.
Затем он оказался вовлеченным в новую интригу со двором Филиппа III Испанского, действуя в согласии с мадам де Вернёй и её отцом д’Антрагом. В 1604 году д’Антраг и он были арестованы и приговорены к смерти; одновременно маркиза была приговорена к пожизненному заточению в монастыре. Она легко получила прощение, и смертный приговор её сообщникам был заменен на пожизненное заключение. Шарль провел в Бастилии одиннадцать лет, с 1605 по 1616 гг. Указ парламента (1606), полученный Маргаритой Валуа, лишил его почти всех его владений, включая Овернь, хотя он сохранил свой титул. В 1616 году он был освобожден, восстановлен в звании генерала-полковника кавалерии, и отправлен в поход против одного из бунтующих феодалов, герцога Лонгвиля, который захватил Перонн. В следующем году он командовал войсками в Иль-де-Франсе, достигнув некоторых успехов.
В 1619 году он получил по наследству, подтвержденному в 1620 году королём, герцогство Ангулемское. Вскоре он принял участие в важном посольстве, отправленном в Священную Римскую империю, в результате которого в июле 1620 года был подписан Ульмский мирный договор. В 1627 году он командует большой армией, осаждавшей оплот протестантов Ла-Рошель. Несколько лет спустя, в ходе Тридцатилетней войны он командует французской армией в Лотарингии. В следующем году ему было присвоено звание генерал-лейтенанта армии. После смерти кардинала Ришельё в 1643 году Шарль де Валуа судя по всему удаляется от общественной жизни.

## Семья

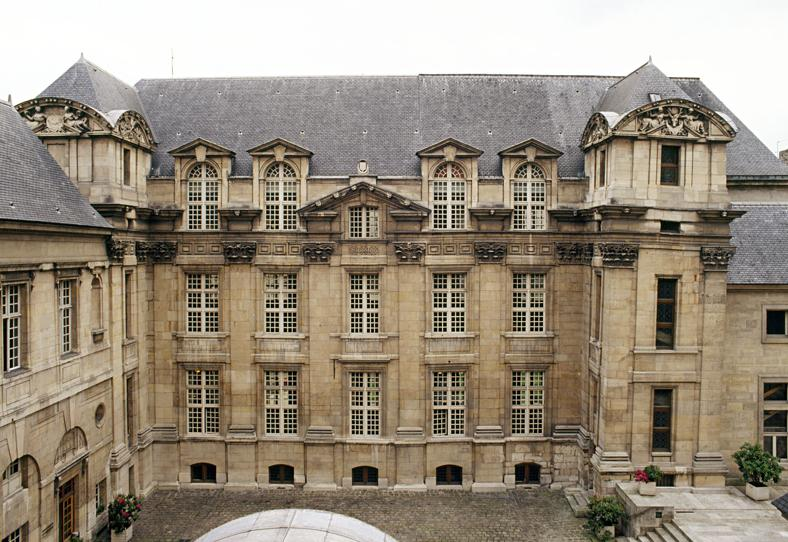
Отель Ангулем

Шарль де Валуа сочетался браком по контракту в г. Пезена (нынешний департамент Эро 5 мая 1591 года с Шарлоттой де Монморанси, графиней де Флё, дочерью Генриха I де Монморанси и Антуанетты де ла Марк. В этом браке родилось трое детей:
- Генрих Ангулемский, граф де Лорагэ (1594 — 08.01.1668, Мартиньи-Ланку). Он был лишен наследства в 1608 году и провел почти 50 лет в заключении по причине слабоумия;
- Луи-Эммануэль Ангулемский (1596, Клермон-ан-Овернь — 13 ноября 1653, Париж), герцог Ангулемский;
- Франсуа Ангулемский (1598 — 19 сентября 1622), граф д’Але, барон де Куси и де Фолембрэ. Женился 26 февраля 1622 года на Луизе де Ла Мезонфор.

Шарлотта умерла в 1636 году.
25 февраля 1644 года он женится в церкви городка Буасси-Сен-Леже (расположен на территории современного департамента Валь-де-Марн) на Франсуазе де Нарбонн, дочери барона Марёй. Франсуаза родилась в 1623 году, у неё не было детей и она надолго пережила своего мужа, умерев в 1713 году в возрасте 90 лет.

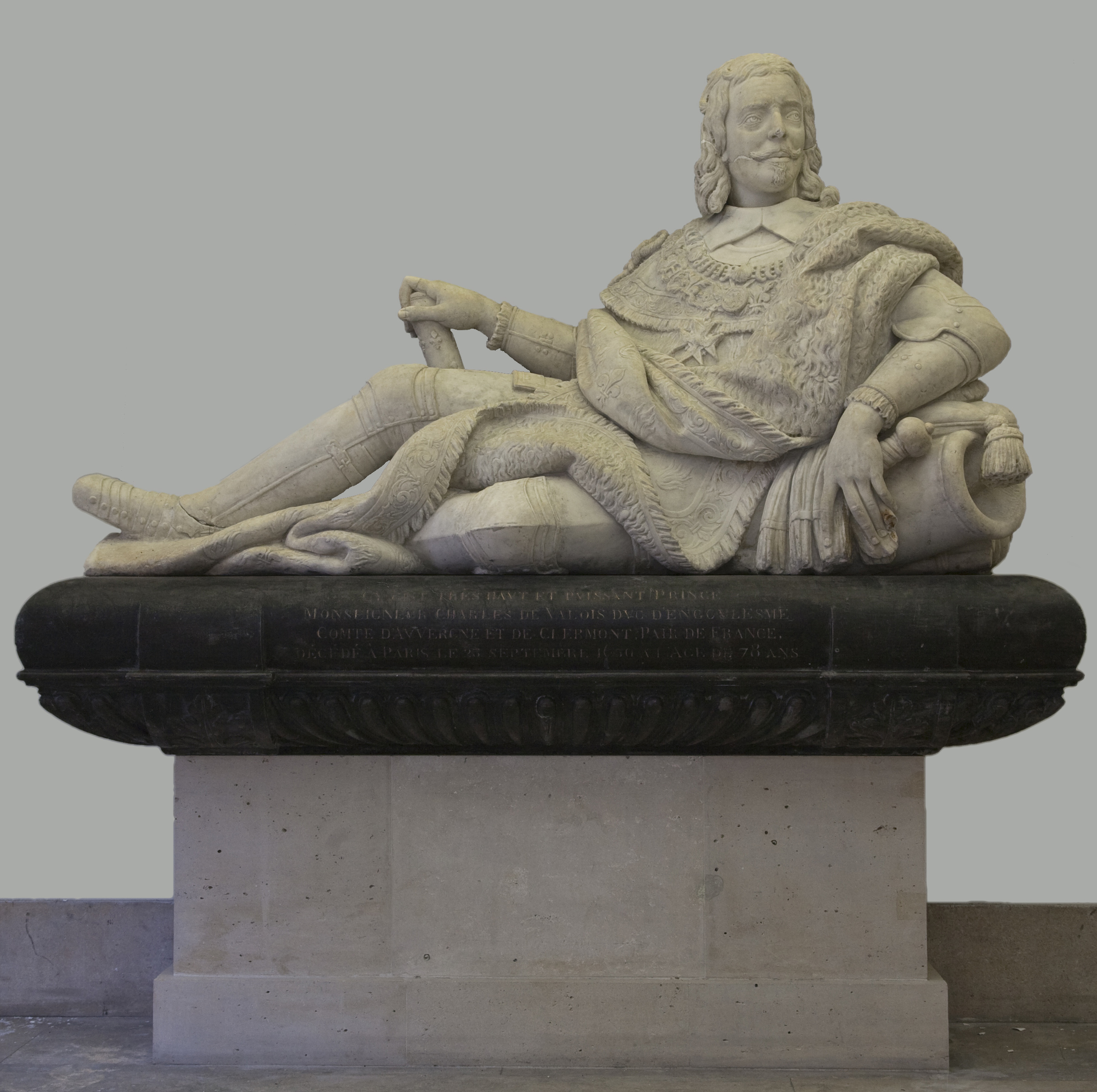
Статуя Шарля де Валуа в Отеле Ангулем

Герцог Ангулемский скончался 24 сентября 1650 года и был похоронен в церкви минимитов в Париже. После его смерти были изданы его Мемуары времен правления Генриха III и Генриха IV = фр. Mémoires sur les règnes de Henri III et Henri IV. — Париж, 1662., оригинал рукописи которых хранится в Отеле Ангулем, где теперь размещается Историческая библиотека города Парижа.